# María Ramírez (viuda de Juan Gracián)
María Ramírez (siglo XVI-siglo XVII) conocida como la viuda de Juan Gracián, fue una impresora alcalaína entre 1587 y 1632. De abundante producción, imprimió entre otras obras la primera novela de Miguel de Cervantes, La Galatea.

## Biografía

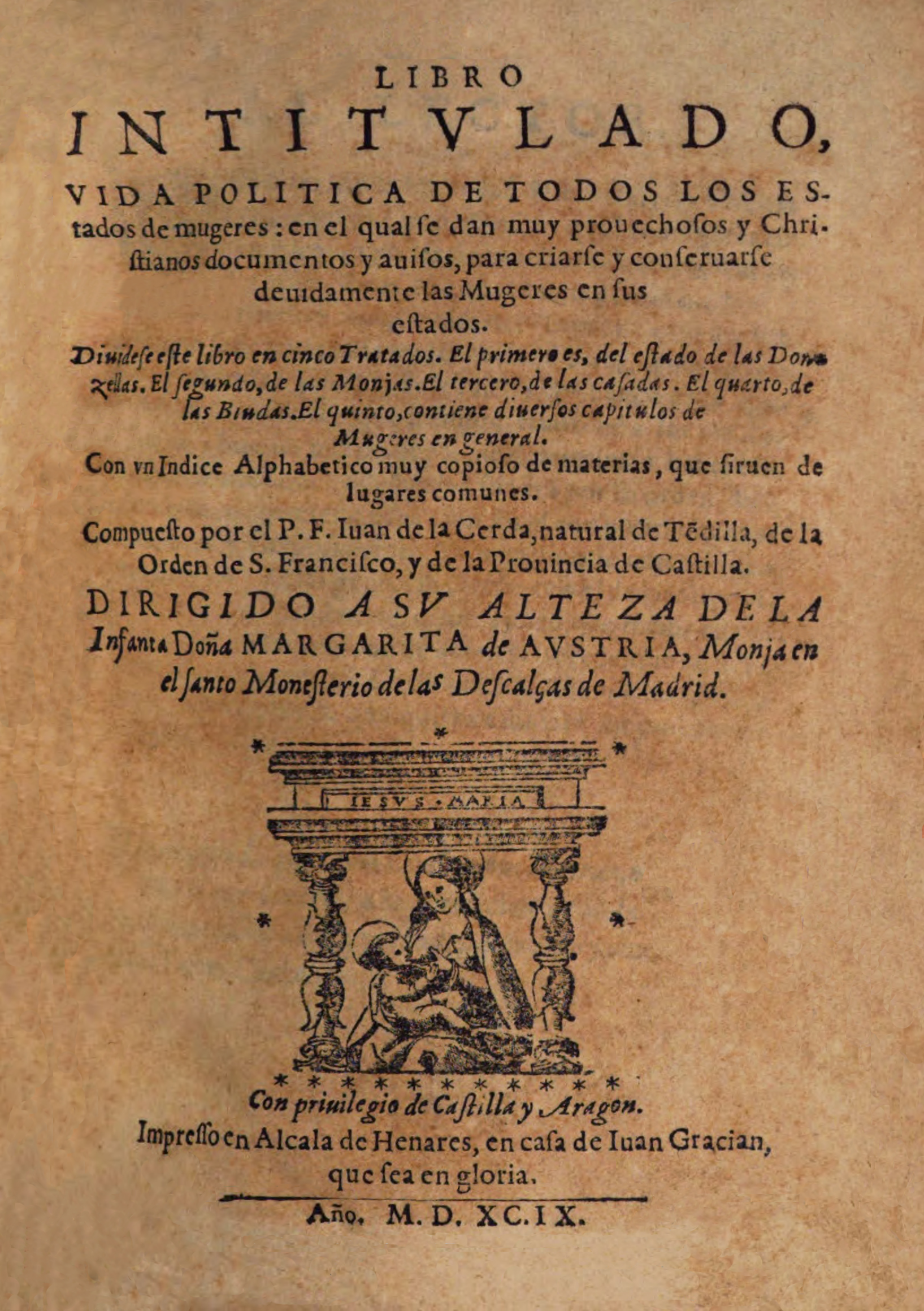
"Vida política de todos los estados de mujeres", de Juan de la Cerda (1599).

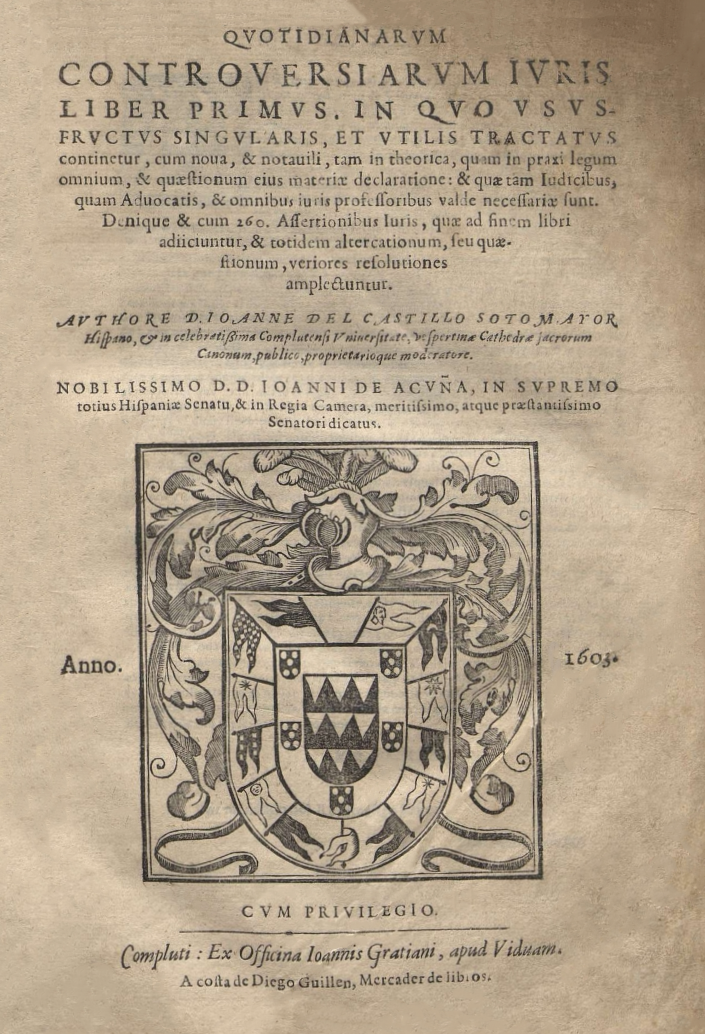
Quotidianarum controversiarum juris, liber primus, de Juan del Castillo Sotomayor (1603).

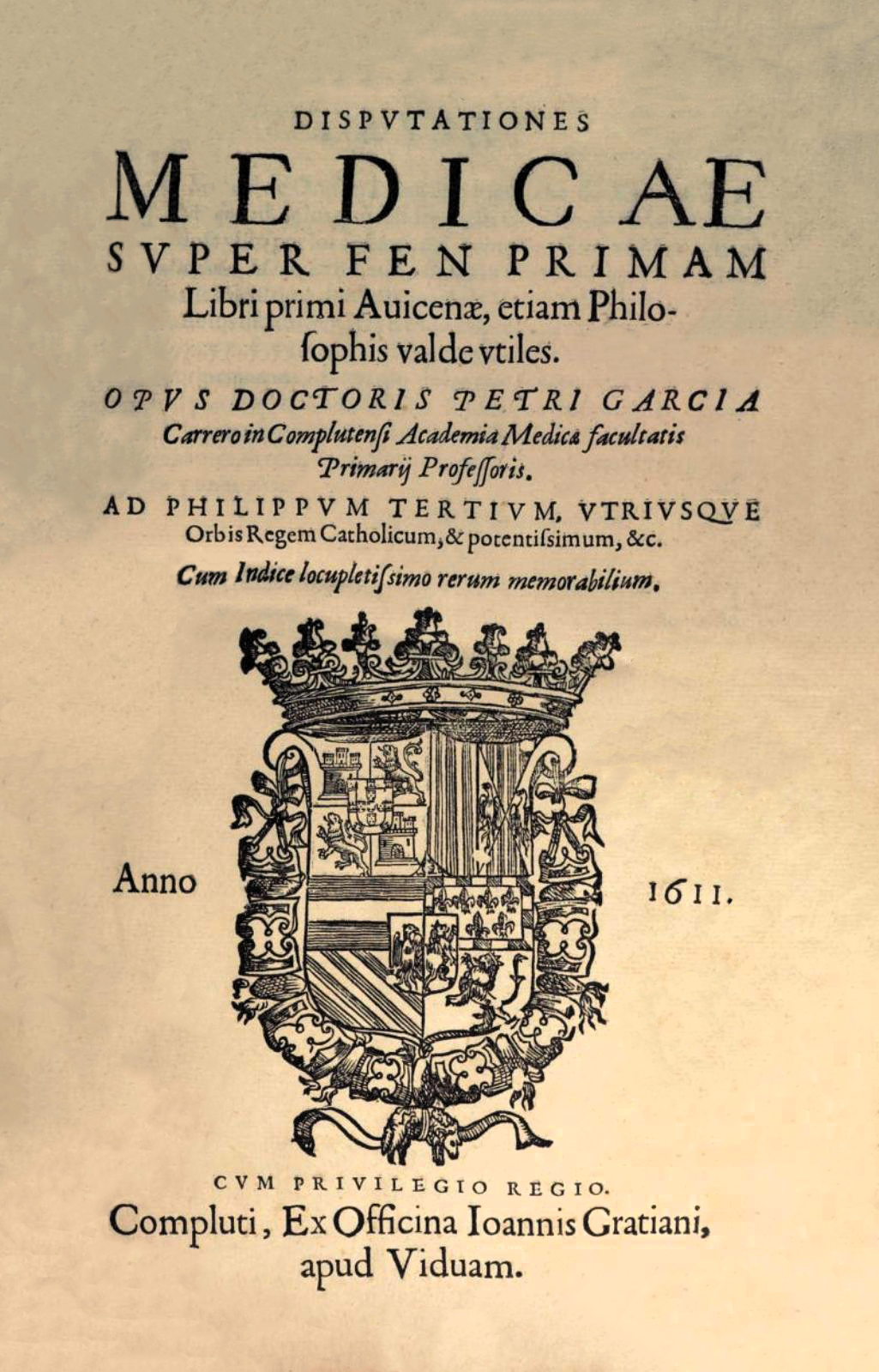
Disputationes medicae super Fen primam Libri primi Auicenae, de Pedro García Carrero (1611).

Juan Gracián inició su actividad como regente de la imprenta, que antes había sido de Francisco de Cormellas y Pedro de Robles, en 1568; en 1571 aparece como copropietario Juan de Villanueva, pero este se trasladó a Lérida, por lo que presumiblemente Ramírez, participó activamente en la imprenta desde los primeros momentos. Gracián se autodenominaba también «mercader de libros», y según todos los estudios, el taller estaba situado en la zona del «Portal del Mercado» y la «haçeria de los libreros». Fue en esta primera etapa cuando se imprimió La Galatea de Miguel de Cervantes (1585), así como la Tragicomedia de Calisto y Melibea (1586).
Tras la muerte de Gracián, acaecida en 1587, Ramírez se hizo cargo de la continuidad del negocio. No obstante, a pesar de ello, solo una vez firmó con su nombre, María Ramírez, en La selva de las aventuras, de Jerónimo de Contreras. La selva de aventuras es una novela bizantina que alcanzó extraordinario éxito y que cuenta con dos versiones: una primera impresa en Barcelona en 1565, y la segunda ampliada y con final diferente publicada, precisamente, en Alcalá de Henares por Ramírez.
Ya fuera por honrar la memoria de su marido, o por motivos puramente comerciales, mantuvo su nombre en los pies de imprenta, figurando como «Herederos de Juan Gracián», «Ex officina Ioannis Gratiani Apud Viduam». A veces incluía una fórmula piadosa como «que sea en gloria».
La producción del taller de Ramírez, que duró hasta 1632, fue numerosa, con una amplia temática: religiosa, medicina, patrística, derecho..., pero el material, heredado de los anteriores propietarios del taller, debía estar muy deteriorado, por lo que sus trabajos salieron con numerosos errores de foliación y signaturas. Utilizó frecuentemente marcas tipográficas, según todos los indicios con fin ornamental. Como, por ejemplo, el monograma xilográfico de la Compañía de Jesús rodeada de ornamentos vegetales, escudos xilográficos de la realeza, y la representación de un grifo que sujeta, suspendido de su garra, un sillar de piedra.
Debido al largo periodo de actividad del taller en el siglo XVI, costearán sus impresiones un buen número de libreros y mercaderes de cierto fuste como: Diego Guillén, Nicolás de Pozuelo, Juan de Sarriá, Juan Boyer (librero medinense), Diego de Montoya, Juan de Torres, Juan de Barma, Francisco Caravajal y Antonio Sánchez. Este complejo entramado de relaciones entre los talleres tipográficos y los mercaderes de libros influirán mutuamente en el desarrollo de la producción tipográfica durante este siglo.
Para algunos autores, su actividad terminó alrededor de 1624, pero todavía pueden datarse dos obras con posterioridad, en 1626 y 1632.

## Obra seleccionada
- 1599. Libro intitulado vida politica de todos los estados de mugeres: en el qual se dan muy prouechosos y christianos documentos y auisos, para criarse y conseruarse deuidamente las mugeres en sus estados... de Juan de la Cerda, en el que se trata de la educación espiritual de las mujeres.[1]
- 1594. De cultu adorationis libri tres de Gabriel Vázquez, de gran interés iconográfico, ya que incluye un grabado a buril, representando el nacimiento de Jesús, con una arquitectura típicamente alemana, figurando la firma de Alberto Durero y el año 1504 en un cartel colgado.[1]
- 1601. Historia de las misiones que han hecho los religiosos de la Compañía de Iesus, para predicar el sancto evangelio en la India Oriental, y en los reynos de la China y Iapon" de Luis de Guzmán. Su autor presenta el interés de los jesuitas por el Japón y detalla la estancia de la embajada japonesa en España entre 1584 y 1585.[1][4]
- 1602. Libro de medicina llamado tesoro de pobres: Con un regimiento de sanidad.[4]
- 1612? Epistolae D. Hieronymi.[4]
- 1619. Flos Sanctorvm : segvnda parte de Alonso de Villegas.[4]
- 1622. Ordinario y Ceremonial de las Religiosas Descalzas Carmelitas.[4]
- 1623. Libro de Albeytería de Francisco de la Reina.[4]
- 1624. Libro que trata de la enfermedad de las bubas de Pedro de Torres.[3]
- 1632. Verdadera relacion donde se da cuenta de una grande Vitoria que alcasaron los Portugueses contra el Rey de Achen,...  Y dase cuenta de una gran crueldad que hizo el rey de Achen con un nieto suyo en 29 de febrero de 1632.[3]

## Reconocimiento
En Alcalá de Henares tiene dedicada una plaza, en la que se ha instalado un cartel alegórico indicando los méritos de María Ramírez.

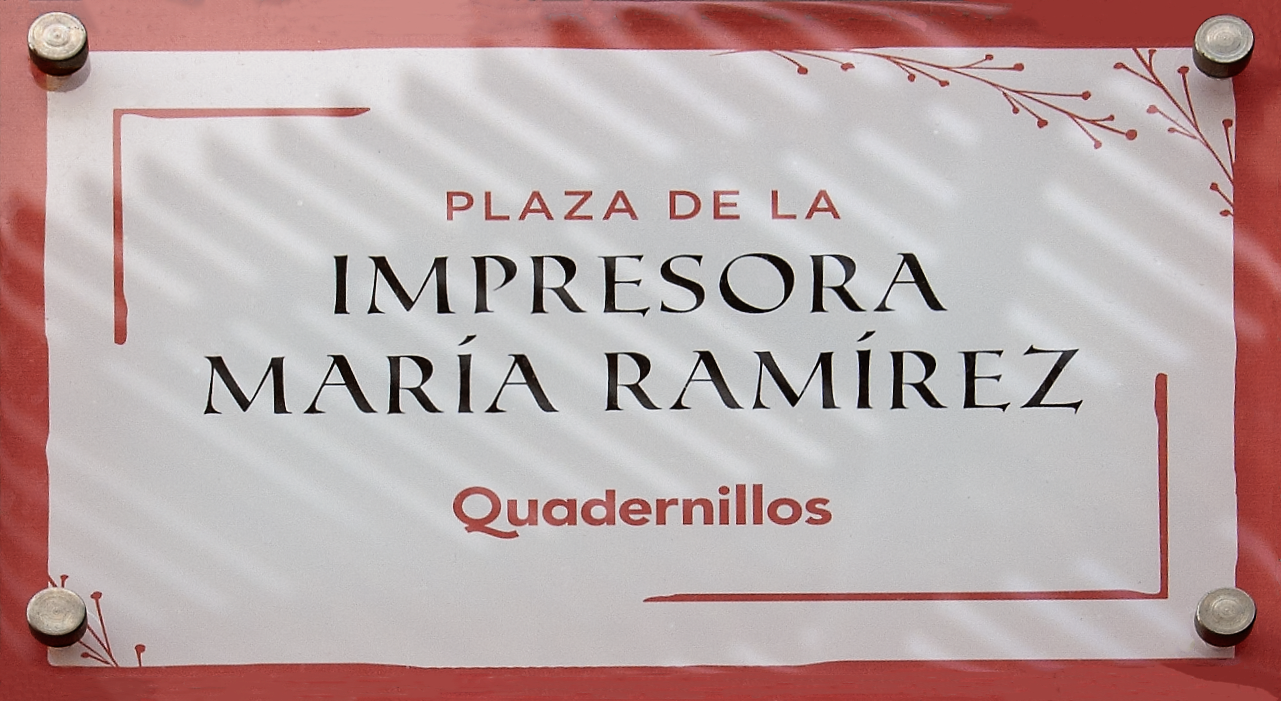
Cartel de la plaza
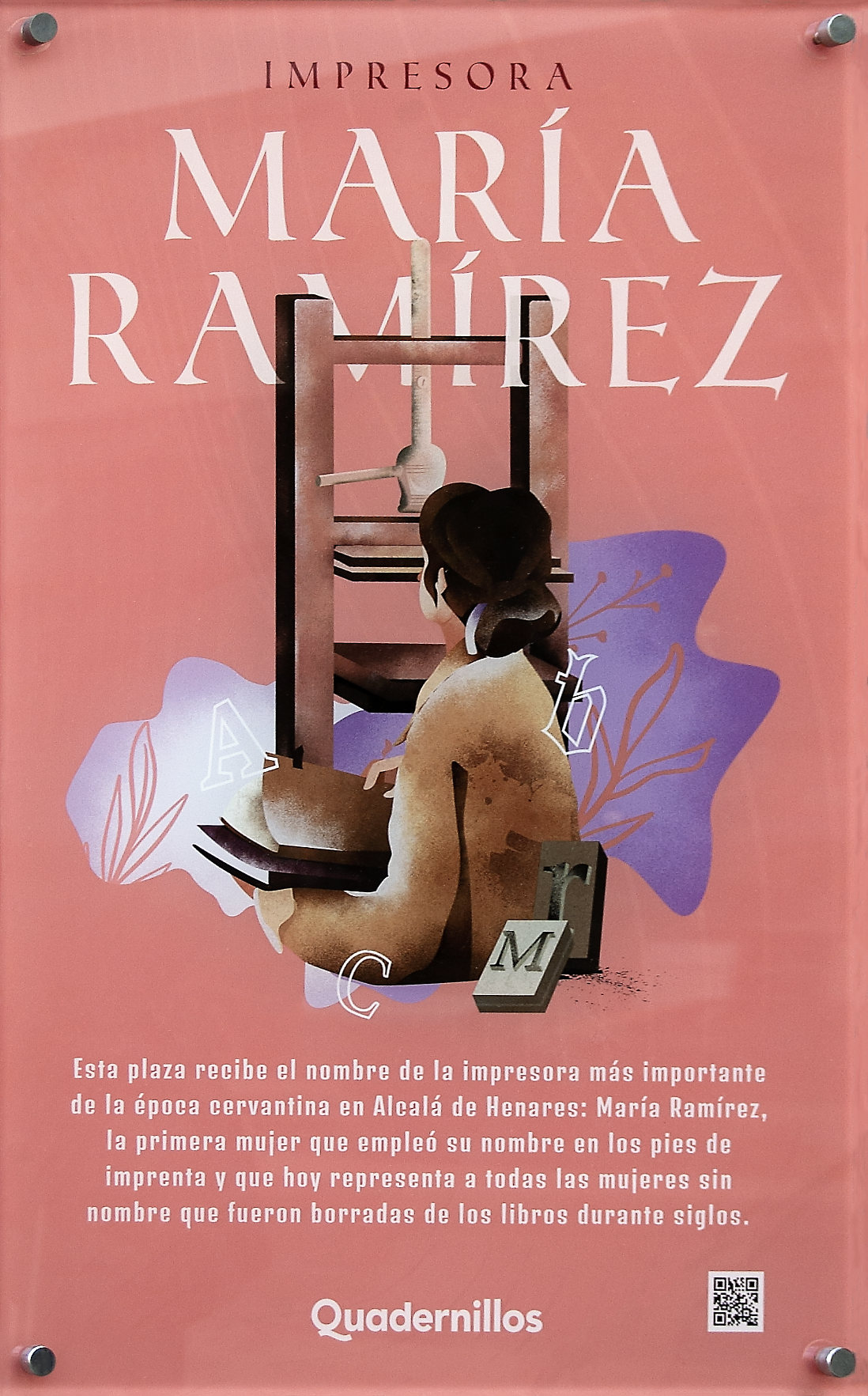
Cartel alegórico